# Mekubi
Mekubi – babilońska księżniczka, córka Bilalamy, króla Esznunny (1 połowa XX w. p.n.e.). Ojciec wydał ją za mąż za Tan-Ruhuratira, syna elamickiego króla Idaddu I. Z jej związku z Tan-Ruhuratirem, który objął po ojcu tron Elamu ok. 1945 roku p.n.e., narodził się Idaddu II, ostatni król z dynastii z Simaszki. Po przybyciu do Suzy Mekubi kazała wznieść tam świątynię poświęconą bogini Inannie.